# Выход рабочих с фабрики
«Выход рабочих с фабрики» (фр. La Sortie de l'usine Lumière à Lyon, 1895) — документальный немой короткометражный фильм; один из первых фильмов, снятых братьями Люмьер, и исторически первый фильм, показанный публике на большом экране. В русскоязычных источниках фильм также упоминается как «Выход с завода», «Выход рабочих с завода братьев Люмьер».
Впервые фильм был показан 22 марта 1895 года на конференции, посвящённой развитию французской фотопромышленности. Этот же фильм открыл знаменитый первый платный киносеанс из десяти фильмов в Париже в подвале «Гран-кафе» на бульваре Капуцинок 28 декабря 1895 года.

## Интересные факты
- Фильм снят 22 марта 1895 года у ворот фабрики братьев Люмьер, которая была расположена в Лионе по адресу Монплезир, улица Сен-Виктор, 25.
- Сохранились три сделанных Люмьерами (возможно, с разницей в несколько часов, судя по изменениям в освещённости и положении тени от деревьев) съёмки этого сюжета — эти варианты воспроизведены в выпущенной на DVD подборке «Первые фильмы братьев Люмьер». Согласно комментарию Бертрана Тавернье к этой подборке, на разных сеансах (особенно ранних) Люмьеры могли демонстрировать любую из этих съёмок, что можно подтвердить также попавшими в газетные репортажи о первых сеансах описаниями особенностей каждого из вариантов (репортёры упоминали появление на экране собаки, велосипедиста, лошади или повозки, которые есть не в каждой из трёх версий). Существование этих версий позволяет предположить, что Люмьеры не просто засняли выход рабочих с собственной фабрики, а сделали в течение дня несколько «дублей», заранее согласовав с рабочими порядок съёмки.